# Pseudopyrausta
Pseudopyrausta is een geslacht van vlinders van de familie grasmotten (Crambidae), uit de onderfamilie Pyraustinae.

## Soorten
- P. acutangulalis Snellen, 1875
- P. craftsialis Dyar, 1914
- P. cubanalis Schaus, 1920
- P. marginalis Dyar, 1914
- P. minima Hedemann, 1894
- P. santatalis Barnes & McDunnough, 1914